# Выделение признаков
Выделение признаков — это разновидность абстрагирования, процесс снижения размерности, в котором исходный набор исходных переменных сокращается до более управляемых групп (признаков) для дальнейшей обработки, оставаясь при этом достаточным набором для точного и полного описания исходного набора данных.
Выделение признаков используется в машинном обучении, распознавании образов и при обработке изображений. Выделение признаков начинает с исходного набора данных, выводит вторичные значения (признаки), для которых предполагается, что они должны быть информативными и не быть избыточными, что способствует последующему процессу машинного обучения и обобщению шагов, а в некоторых случаях ведёт и к лучшей человеческой интерпретацией данных.
Когда входные данные алгоритма слишком большие для обработки и есть подозрение, что данные избыточные (например, измерения проведены как в футах, так и в метрах, или повторяемость изображений представлена пикселами), то они могут быть преобразованы в сокращённый набор признаков (называемый вектором признаков). Определение подмножества начальных признаков называется отбором признаков. Отобранные признаки проверяются на содержание необходимой информации во входных данных, так что желаемая задача может быть выполнена с помощью этого сокращённого набора вместо исходных полных данных.

## Общий подход
Выделение признаков вовлекает сокращение числа ресурсов, необходимых для описания большого набора данных. Когда осуществляется анализ сложных данных, одна из главных проблем вызывается числом вовлекаемых переменных. Анализ с большим числом переменных в общем случае требует большой памяти и вычислительной мощности, а также это может вызвать для алгоритмов задачи классификации переподгонку относительно тренировочной выборки, что приводит в общем случае к плохим результатам для новых образцов. Выделение признаков является основным термином для методов построения комбинаций переменных, чтобы обойти эти проблемы, тем не менее описывая данные с достаточной точностью. Многие практики машинного обучения верят, что должным образом оптимизированное выделение признаков является ключом для построения эффективной модели.
Результаты могут быть улучшены с использованием построенного набора зависящих от приложения признаков, обычно построенных экспертами. Один из таких процессов называется конструированием признаков. Альтернативно, используются техники общего снижения размерности, такие как:
- Анализ независимых компонент
- Isomap[англ.]
- Ядерный метод главных компонент[англ.]
- Латентно-семантический анализ
- Регрессия частных наименьших квадратов[англ.]
- Метод главных компонент
- Снижение размерности многофакторного пространства[англ.]
- Нелинейное снижение размерности[англ.]
- Полилинейный метод главных компонент[англ.]
- Полилинейное обучение подпространств[англ.]
- Полуопределённое вложение[англ.]
- Автокодировщик

## Обработка изображений
Одна из очень важных областей приложения выделения признаков — обработка изображений, в которой используются алгоритмы для обнаружения и изоляции различных желательных порций или фигур (признаков)  цифрового изображения или видеопотока. Одна из важных областей приложения методов — оптическое распознавание символов.

### Низкоуровневое
- Выделение границ
- Обнаружение углов[англ.]
- Обнаружение пятен[англ.]
- Обнаружение хребтов[англ.]
- Преобразование признаков, инвариантное к масштабу[англ.]

#### Кривизна
- Направление рёбер, изменение интенсивности, автокорреляция.

#### Движущиеся изображения
- Обнаружение движения[англ.]. Зональный и дифференциальный подходы. Оптический поток.

### Методы, основанные на форме
- Пороговая фильтрация[англ.]
- Выделение объектов[англ.]
- Сравнение с шаблоном[англ.]
- Алгоритм для поиска особых точек и их сравнения SIFT
- Преобразование Хафа
  - Прямые
  - Окружности/эллипсы
  - Произвольные фигуры (обобщённое преобразование Хафа)
  - Работа с любыми параметризуемыми признаками (параметры класса, обнаружение кластеров и т.д..)

### Гибкие методы
- Деформируемые, параметризованные фигуры
- Активные контуры (извивающиеся)

## Выделение признаков в программном обеспечении
Многие пакеты статистической обработки обеспечивают возможность выделения признаков и сокращения размерности. Общие системы численной обработки, такие как MATLAB, Scilab, NumPy и язык R поддерживают некоторые простые техники выделения признаков (например, метод главных компонент) с помощью встроенных команд. Более специфичные алгоритмы часто доступны как общедоступные скрипты или разработки сторонних фирм. Существуют также пакеты, разработанные для конкретных приложений машинного обучения специально для выделения признаков.